# Зизиньо (футболист, 1962)
Жера́лдо Франци́ско дос Са́нтос, более известный по прозвищу Зизи́ньо (порт. Geraldo Francisco dos Santos; Zizinho; 11 июня 1962, Тимбауба, Пернамбуку — 29 июля 2021, Лос-Анджелес, Калифорния) — бразильский и мексиканский футболист и игрок в шоубол. Отец троих футболистов, двое из которых — Джовани дос Сантос и Джонатан дос Сантос — выступали за сборную Мексики.

## Биография
Зизиньо дос Сантос начал свою профессиональную карьеру в 1979 году в «Сан-Паулу», с которым в 1980 году выиграл чемпионат штата. В возрасте 18 лет перешёл в мексиканскую «Америку». После одного сезона (1982/83), проведённого в «Леоне», бразилец вернулся в столичную команду и помог ей стать чемпионом Мексики.
В 1984 году перешёл в «Некаксу». Впоследствии выступал по два года за сальвадорский ФАС и другие мексиканские команды — «Монтеррей» и «Леон», где и завершил карьеру футболиста в 1991 году. В 1993—1997 годах играл за команду по шоуболу «Монтеррей Ла-Раса».
После переезда в Мексику Зизиньо женился на мексиканке, в браке родились трое сыновей, которые также стали профессиональными футболистами. Старший сын Эдер (род. 1984) добился наименьших успехов — он является воспитанником «Америки» и сыграл лишь несколько матчей за основу этой команды в 2000-е годы. Наиболее известны средний и младший сыновья Зизиньо. Джовани дос Сантос (род. 1989) — воспитанник «Монтеррея» и испанской «Барселоны», Олимпийский чемпион 2012 года в составе сборной Мексики, трёхкратный победитель Золотого кубка КОНКАКАФ. Младший сын, Джонатан дос Сантос (род. 1990), также выпускник академии «Барселоны», дважды выигрывал с национальной командой Мексики Золотой кубок КОНКАКАФ.
Зизиньо умер в Лос-Анджелесе 29 июля 2021 года от последствий COVID-19.

## Титулы
- Чемпион штата Сан-Паулу (1): 1980
- Чемпион Мексики (1): 1983/84